# Топольская, Габриэла
Габриэла Топольская (пол. Gabriela Topolska; род. 15 марта 2001 года, Белосток, Польша, польская) — спортсменка в шорт-треке. Двукратный призёр чемпионатов Европы, чемпионка Польши и многократная призёр чемпионата Польши. Выступает за клуб «LKS Juvenia Bialystok» (Белосток).

## Биография
Габриэла Топольская родилась в городе Белосток, где и начала совершенно случайно заниматься шорт-треком в возрасте 10 лет. Она хотела больше заниматься физкультурой, поэтому выбрала спортивную секцию и поступила в школу спортивного мастерства в класс по конькобежному спорту в "UKS SZOSTKA". Уже через 2 года, в 2012 году начала выступления на национальных конкурсах среди девочек и на 	межрегиональных соревнованиях юниоров в Белостоке завоевала бронзу в многоборье.
В 2014 году заняла 2-е место абсолютном зачёте на национальном чемпионате Польши среди девушек младшей группы D. в забеге на 500 м. С 2015 года Габриэла участвовала на чемпионате Польши среди взрослых, а в 2019 году впервые завоевала серебряную медаль в многоборье и выиграла золото в беге на 1500 м. В 2018 году впервые участвовала на чемпионате мира среди юниоров в Бормио и финишировала на 7-м месте в женской эстафете. 
В сезоне 2019/20 она дебютировала на Кубке мира и в январе 2020 года на чемпионате мира среди юниоров в Бормио, заняв лучшее 11-е место в забеге на 1500 м. В октябре 20-го на чемпионате страны финишировала 4-й в многоборье и дважды 2-й в забегах на 1000 м и 1500 м. В январе 2021 года на дебютном чемпионате Европы в Гданьске стала 31-й в абсолютном зачёте. В марте на чемпионате мира в Дордрехте заняла 5-е место в женской эстафете. 
Габриэла упала и сломала два ребра во время тренировки в январе 2022 года, поэтому не попала в феврале на зимние Олимпийские игры в Пекине. Она успела восстановиться и в марте на чемпионате мира в Монреале в женской эстафете заняла 5-е место. В марте она стала третьей в беге на 1000 м и второй в женской эстафете на чемпионате Польши. В сезоне 2022/23 на этапах Кубка мира в Алма-Аты и Дордрехте впервые дважды финишировала третьей в смешанной эстафете. 
В январе 2023 года на чемпионате Европы в Гданьске была близка к медали вместе с командой, но в итоге заняла 4-е место в женской эстафете. В беге на 500 м заняла 11-е место, 14-е на 1000 м и 17-е на 1500 м. Ещё через месяц на чемпионате мира в Сеуле финишировала 7-й в женской эстафете и 14-й на дистанции 1500 метров.
В сезоне 2023/24 на декабрьском этапе Кубка мира в Пекине Габриэла вновь стала третьей в женской эстафете, а вот на чемпионате Европы в Гданьске выиграла впервые серебряную медаль в смешанной эстафете, поднялась на 4-е место в женской эстафете, в индивидуальном забеге на 1000 м заняла лучшее 7-е место. В марте участвовала на чемпионате мира в Роттердаме и заняла лучшее 8-е в женской эстафете и 15-е место в забеге на 500 м.

## Личная жизнь
Габриэла Топольская играет на пианино, проводит время со своими двумя собаками, путешествует, занимается спортом.

## Награды
- 2022 год - была признана лучшей молодой спортсменкой на ежегодной церемонии вручения спортивных наград маршала Подляского воеводства.